# 卡马尼亚蒙费拉托
卡马尼亚蒙费拉托（義大利語：Camagna Monferrato），是意大利亚历山德里亚省的一个市镇。总面积9.39平方公里，人口538人，人口密度57.3人/平方公里（2009年）。ISTAT代码为006026。